# Domus de Cieutat
La domus de Cieutat est un site archéologique situé sur la commune de Eauze dans le département du Gers en Occitanie. Cette domus était situé dans la ville antique de Elusa. La Domus fait partie depuis 2008 du pôle archéologique ELUSA Capitale Antique.

## Présentation
Le Centre d'interprétation
À l'entrée du site archéologique de la domus de Cieutat, dans l'ancienne gare d'Eauze, est aujourd'hui installé un centre d'interprétation. Il constitue un point de départ pour mieux comprendre l'histoire des trois sites qui constituent l'ensemble Elusa Capitale antique. La scénographie propose plusieurs outils interactifs, dont un film de reconstitution virtuelle
À l'époque de l'Antiquité romaine, la domus est la demeure d'une famille de classe aisée. Après la conquête romaine, les élites gauloises édifient au cœur des villes des maisons dont le plan s'inspire des domus à atrium romaines. Ce type d'architecture va devenir, durant les quatre premiers siècles de notre ère, la résidence urbaine par excellence.
La domus de Cieutat
Entre 2001 et 2012, des fouilles menées à Eauze, au cœur d'une réserve archéologique de près de vingt hectares, ont permis de mettre au jour les vestiges d'une domus. Cette domus à péristyle a été édifiée au IIIe siècle de notre ère, sur une superficie de 1 600m². Quelques années plus tard, vers l'an 350, le propriétaire décide de l'agrandir : c'est l'époque de la splendeur de la domus, qui atteint alors près de 2 700m². Légèrement surélevée par rapport aux rues, cette demeure bénéficie d'une position prééminente dans le quartier aristocratique dans lequel elle est insérée. Elle s'organise autour de deux cours à péristyle et est entièrement tournée autour de ses jardins et de ses cours intérieurs. Elle dispose d'un petit espace thermal privé et d'une grande salle de réception. Son caractère ostentatoire est évident. Le soin apporté par les propriétaires successifs à la décoration de la demeure, en particulier au niveau des sols et des murs des pièces de réception, marque probablement la volonté d'exalter leur pouvoir et leur richesse. La domus est bordée le long de ses façades Nord et Est par des portiques ou trottoirs couverts.